# Escola de Barbizon

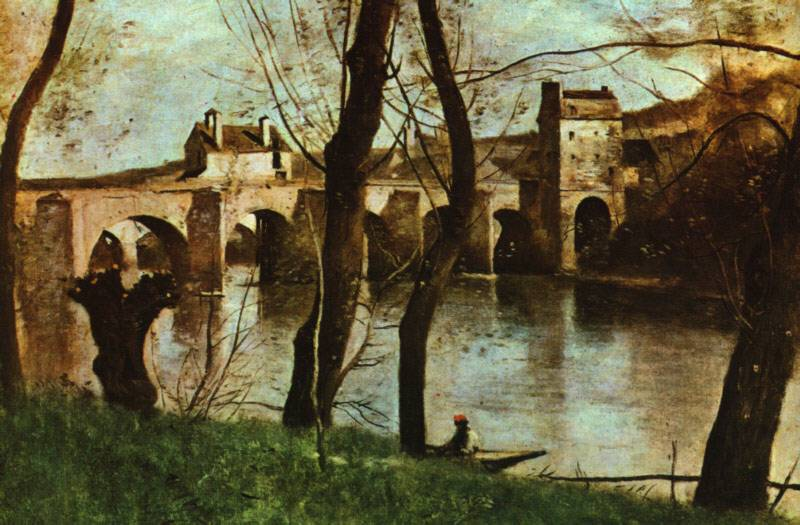
"A ponte de Nantes", de Corot atualmente no Louvre.

A chamada escola de Barbizon foi um movimento artístico que se sucedeu entre 1830 e 1870, integrado por um conjunto de pintores franceses que se estabeleceram próximo ao povoado de Barbizon, nas cercanias do bosque de Fontainebleau, deixando Paris, numa atitude de aberta oposição ao sistema vigente.
Os pintores de Barbizon integram o Realismo pictórico francês, que com Jean-Baptiste Camille Corot, Jean-François Millet e Théodore Rousseau reagiu ao formalismo do Romantismo de um Delacroix.

## Origens
Em 1824 o Salão de Paris exibiu uma exposição do pintor John Constable. Suas cenas rurais influenciaram alguns artistas jovens, fazendo que abandonassem o formalismo e o academicismo para buscar sua inspiração diretamente na Natureza. A paisagem e outras cenas naturais foram sua temática mais recorrente, como elemento protagonista de sua pintura e não como mero pano de fundo de feitos dramáticos ou cenas mitológicas.
Durante as revoluções de 1848, um grupo de artistas começou a se reunir no povoado de Barbizon, onde seguiam as ideias de Constable. Deste grupo faziam parte Théodore Rousseau, Jean-Baptiste Camille Corot, Jean-François Millet e Charles-François Daubigny. Outros membros foram Jules Dupré, Narcisse Virgilio Diaz, Henri Harpignies, Félix Ziem, Alexandre DeFaux, Albert Charpin, Constant Troyon e Jules Jacques Veyrassat.

## Estilo
Mantem um estilo realista, porém de entonação ligeiramente romântica, que se caracteriza por sua especialização quase exclusiva em paisagens e o estudo direto do natural. Influenciará no resto da pintura francesa do século XIX, em especial no Impressionismo. Usualmente faziam esboços ao ar livre, para terminar as obras no atelier. Renunciam aos tipos pitorescos da vida campestre e se lançam a analisar a natureza de um modo quase escrupuloso, observação que produz efeitos sentimentais na alma do pintor, adquirindo suas paisagens uma qualidade dramática perceptível.

## Além de Barbizon
Alguns pintores, como Millet, foram além da ideia original, incluindo figuras em suas paisagens, como personagens da vida campestre e de seu trabalho. Para ele era mais importante o homem que o cenário natural.
Diferente de outras escolas, nesta não existe dramaticidade nem intenção de denuncia social, apenas a constatação da realidade.
Tanto Rousseau quanto Millet faleceram em Barbizon.